# Спаський район (Приморський край)
Спаський район — район Приморського краю.
Адміністративний центр — місто Спаськ-Дальній (до складу району не входить).

## Географія
Спаський район розташований в західній частині Приморського краю. На північному заході муніципального утворення проходить державний кордон Російської Федерації з Китаєм. На заході кордон муніципального утворення проходить по водній акваторії озера Ханка, обмежений лінією державного кордону РФ з КНР. На сході і північному сході район межує з Кіровським і Яковлівським районами, на півдні — з Анучинським і Чернігівським районами. Площа території — 4140 км².

## Історія
Перші переселенці були зараховані на зеленоклинське оселення ще в 1885 році. Навесні 1886 року партія переселенців припливла на пароплавах добровільного флоту «Санкт-Петербург», «Цариця Росії», «Цар», «Владивосток», «Кострома» 44-49 діб з Одеси через Порт-Саїд, Суецький канал, Коломбо, Сінгапур, о. Формоза, Нагасакі у Владивосток. Переселенці в трюмах. Їжа, вартість якої входила в ціну квитка за проїзд, готувалася погано, не було належного забезпечення питвом. Душно, волого, тісно. Лікарські обходи трюмів майже не проводили. Скарги переселенців повисали в повітрі. У цій партії прибуло з Одеси 1 858 чоловік Під час морського переходу народилося — 9, померло — 47 чоловік.

## Населення
Національний склад району за даними перепису населення 1939 року: росіяни — 61,7 % або 31 083 чол., українці — 35 % або 17 600 чоловік
Чисельність населення — 29 702 чол. (2012 р.). Чисельність чоловіків — 15 996; жінок — 14 479. Все населення — 30 475 чоловік у віці: молодше працездатного 5 014 (16,45 %); працездатне 19 293 (63,31 %); старше працездатного 6 168 (20,24 %).

## Економіка
Рівнинний рельєф місцевості, задовільний за родючістю ґрунтів, теплий клімат дозволяють розвивати сільськогосподарське виробництво. Тут культивують зернові, бобові, сою, кукурудзу, овочі, баштанні, картопля, кормові культури і рис.